# Ciao
Ciao（チャオ）は、川瀬晶子と岡田優香による声優ユニット。

## 概要
川瀬と岡田は芸能事務所「Yellow」に所属しており、「nopo-chibi。」というユニット名で活動していた。2007年9月9日、川崎市で行われた「moeフェス秋の陣」で解散を宣言するが、直後にCiaoとして再結成（事実上の名称変更）。同年11月には声優ユニットとしては異例の上海でライブを行った。
Ciao結成後、メンバーの2人は声優業よりもこちらの方に重点を置いて活動していたが、2010年6月に解散。
イメージカラーは黄色（所属事務所の名前から）。

## メンバー
- 川瀬晶子（かわせ あきこ）
- 岡田優香（おかだ ゆか）

## ディスコグラフィ

### シングル
1. 奇跡のうた（2007年11月21日）

※エンハンスドCD仕様になっていて、A盤・B盤の2種類が発売されている。A盤には「奇跡のうた」のPVが、B盤には「今宵ランデブー」のPVがそれぞれ収録されている（ジャケット写真も異なる）。

## 出演

### ラジオ
- Caioらじ☆（K-station）
- みらくる Ciao らじお（Ciao公式サイト内）2008年6月-2010年7月4日